# Bělohrad
Bělohrad (dříve a německy Kurzbach a Kurzbach 1. díl) je malá vesnice, část obce Nečín v okrese Příbram ve Středočeském kraji. Nachází se asi dva kilometry severozápadně od Nečína. V roce 2011 zde trvale žilo dvanáct obyvatel.
Bělohrad leží v katastrálním území Skalice u Dobříše o výměře 10,87 km².

## Historie
První písemná zmínka o vesnici pochází z roku 1788.

## Obyvatelstvo
| Rok            | 1869 | 1880 | 1890 | 1900 | 1910 | 1921 | 1930 | 1950 | 1961 | 1970 | 1980 | 1991 | 2001 | 2011 | 2021 |
| -------------- | ---- | ---- | ---- | ---- | ---- | ---- | ---- | ---- | ---- | ---- | ---- | ---- | ---- | ---- | ---- |
| Počet obyvatel | 20   | 16   | 14   | 20   | 15   | 14   | 14   | 9    | 13   | 13   | 11   | 6    | 10   | 12   | 8    |
| Počet domů     | 3    | 5    | 2    | 2    | 3    | 2    | 3    | 3    | 3    | 3    | 3    | 4    | 4    | 5    | 5    |

## Obecní správa
Při sčítání lidu v letech 1850–1909 Bělohrad byl osadou obce Nečín v okrese Příbram. V letech 1910–1920 byl osadou obce Daleké Dušníky v okrese Příbram. V letech 1921–1975 byl osadou obce Skalice, se kterým patřil nejprve do okresu Příbram, ale v roce 1950 v okrese Dobříš a od roku 1960 opět v okrese Příbram. Od 1. ledna 1976 je opět částí obce Nečín v okrese Příbram.